# Macrodontia jolyi
Macrodontia jolyi là một loài bọ cánh cứng trong họ Cerambycidae.